# Yesan
Yesan (Yesan-gun, âm Hán Việt: Lễ Sơn quận) là một huyện ở tỉnh Chungcheong Nam, Hàn Quốc. Huyện này có diện tích 185,2 km², dân số năm 2001 là 100.602 người. Người địa phương nổi tiếng có Yoon Bong-Gil.

## Đơn vị kết nghĩa
- Seocho-gu, Seoul / Hàn Quốc
- Seongbuk-gu, Seoul / Hàn Quốc
- Yeonsu-gu, Incheon / Hàn Quốc
- Anyang-si, Gyeonggi-do / Hàn Quốc
- Knoxville, Tennessee / Hoa Kỳ